# Kare Kano
Kare Kano (jap. カレカノ, eigentlich: 彼氏彼女の事情, Kareshi Kanojo no Jijō, dt. „seine und ihre Umstände“) ist eine abgeschlossene Manga-Serie der japanischen Zeichnerin Masami Tsuda, die erstmals 1995 erschien. Sie umfasst über 3.800 Seiten und lässt sich dem Shōjo-Genre zuordnen. Der Manga, der sich in Kawasaki in der japanischen Präfektur Kanagawa abspielt, ist eine Liebesgeschichte.

## Handlung
Yukino Miyazawa (宮沢 雪野) gibt sich in der Schule und eigentlich jedem außer ihrer Familie als perfekt. Sie gilt als gutaussehend, ist eine Musterschülerin und wird von ihren Mitschülern bewundert, versteckt sich dabei aber hinter einer Fassade. In Wirklichkeit ist sie egoistisch und schlampig. In der Schule spielt sie allen etwas vor, um bewundert und beliebt zu sein. In der Oberschule sieht sie ihren neuen Klassenkameraden Soichiro Arima (有馬 総一郎) als Rivalen an, da dieser von allen als ähnlich perfekt angesehen wird wie sie. Sie verhält sich zwar auch ihm gegenüber freundlich, hegt aber innerlich einen Groll gegen ihn. Als er ihr überraschend gesteht, dass er sie liebt, antwortet sie nicht. Soichiro entdeckt schließlich, dass Yukino nicht gänzlich perfekt ist. Auch er versteckt sein wahres Ich. Seine Eltern sind Verbrecher, weshalb er bei seiner Tante und seinem Onkel lebt. Er denkt, aufgrund der Bosheit seiner Eltern wäre er tief in seinem Inneren ebenfalls ein schlechter Mensch. Er fürchtet so zu werden wie sie – nutzlos und von der Gesellschaft gemieden. 
Zunächst nutzt Soichiro sein Wissen über Yukinos wahren Charakter aus, um sie Arbeiten für sich erledigen zu lassen. Doch freunden sie sich an und beschließen, mehr sie selbst zu sein. Sie werden ein Paar und kommen sich immer näher, obwohl Soichiros Freund Hideaki Asaba (浅葉 秀明) zunächst gegen die Beziehung ist. Er hätte lieber gemeinsam mit Soichiro möglichst viele Mädchen aufgerissen, freundet sich schließlich aber auch mit Yukino an. Diese zieht wegen der Beziehung zum beliebten Arima den Neid anderer Mädchen auf sich, der von ihrer Mitschülerin Maho Izawa (井沢 真秀) geschürt wird. Außerdem gerät sie in Streit mit Tsubasa Shibahime (芝姫 つばさ), die schon lange in Arima verliebt ist. Eines Tages verliert Yukino mit beiden die Geduld und der Streit eskaliert. So merken auch die anderen Schüler, dass ihr braves Verhalten nur eine Maske war. Doch findet sie in den Freundinnen von Tsubasa – Tsubaki, Aya und Rika – und schließlich auch in Tsubasa und Maho selbst neue, gute Freundinnen, bei denen sie sie selbst sein kann.
Als Soichiro im Sommer wegen eines Kendō-Wettbewerbs in verschiedenen Teilen Japans nicht bei seiner Geliebten sein kann, erkennt diese, dass sie ohne ihn sehr einsam ist. Nach Abschluss des Wettbewerbs stellt Yukino fest, dass sich Soichiros Äußeres in dieser kurzen Zeitspanne sehr verändert hat. Die beiden verlieben sich aufs Neue und haben das erste Mal Sex. Der Schulalltag kehrt wieder in das Leben Soichiros und Yukinos ein. Das Kulturfestival der Schule findet statt und Yukino führt gemeinsam mit ihren Freundinnen ein von Aya geschriebenes Theaterstück auf, das beim Publikum sehr gut ankommt. Außerdem macht die Klasse einen Schulausflug nach Kyoto. 
Tsubasa, die wegen ihres kindlichen Aussehens beliebt ist, war bereits in der Mittelschule mit Soichiro befreundet und sieht ihn als großen Bruder an. Sie verschließt ihre wahren Gefühle ebenfalls. Als Soichiro sich gegenüber Tsubasa öffnet und ihr Vater wieder heiratet, wendet sie sich stattdessen ihrem Stiefbruder Kazuma zu. Dieser ist wegen seiner offenen Art bekannt und spielt in einer Indie-Band, die immer erfolgreicher wird. Tsubasa und Kazuma verlieben sich ineinander und heiraten später.
Soichiro wird zum Schüler mit den besten Noten Japans und erhält deswegen und durch seine Erfolge bei Kendō-Wettbewerben nicht nur erhöhte Aufmerksamkeit an der Schule, sondern sogar in den Medien. Dadurch wird seine leibliche Mutter auf ihn aufmerksam. Sie erzählt ihm mehr von seiner Vergangenheit, dass sie ihn mit zwanzig bekommen hat und keinen anderen Weg sah, als ihn wegzugeben, dass sein Vater damals siebzehn war und sie mit diesem keinen Kontakt mehr hat. Soichiro verschließt sich gegenüber anderen immer mehr, auch gegenüber Yukino, und verbringt, obwohl er sie zunächst ablehnt, Zeit mit seiner Mutter. Soichiro erinnert sich langsam vollständig an seine Kindheit, die unglücklich verlief, da seine Mutter ihn ständig schlug und schließlich verließ. Er sieht seine Mutter nicht mehr und erkennt, dass er sein Herz so lange verschlossen hielt, da er jemanden lieben wollte. Soichiros leiblicher Vater Reiji ist ein berühmter Jazz-Pianist in New York. Er kommt nach Japan und lernt seinen Sohn kennen, der zu ihm auf Anhieb eine gute Beziehung aufbaut. Auch bedroht er Soichiros Mutter mit einer Waffe, damit sie ihn endlich in Ruhe lässt. Er verlässt Japan zwar wieder, verspricht aber, regelmäßig wieder zu kommen.
Kurz vor dem Abschluss der Oberschule wird Yukino schwanger. Obwohl sie ursprünglich auf die Universität gehen und Anwältin werden wollte, beschließt sie, nicht zu studieren, sich stattdessen zunächst ihrem Kind zu widmen, später die medizinische Schulung nachzuholen und die Klinik von Soichiros Vater zu übernehmen. Yukino und Soichiro versprechen sich, für immer zusammen zu bleiben, und wollen heiraten. Soichiro beschließt, ebenfalls nicht zu studieren und stattdessen gleich nach dem Abschluss Polizist zu werden.
Sechzehn Jahre nach der Abschlussfeier der Oberschule sind Soichiro und Yukino glücklich verheiratet und haben eine fünfzehnjährige Tochter und vierzehnjährige Zwillingssöhne. Ihre Berufswünsche haben sich erfüllt; Soichiro ist Polizist und Yukino Ärztin. Bei einem Konzert von Kazumas inzwischen zu Weltruhm gelangter Band treffen die beiden auf ihre ehemaligen Schulfreunde.

## Veröffentlichungen
Kare Kano erschien in Japan von Dezember 1995 bis April 2005 in 102 Einzelkapiteln im Manga-Magazin LaLa. Der Hakusensha-Verlag verlegte diese Einzelkapitel auch in 21 Sammelbänden. Bis Dezember 2003 verkauften sich die Sammelbände in Japan 11,15 Millionen Mal.
Der Manga erschien unter anderem auch in Taiwan, Frankreich, Spanien, Brasilien, den USA, Italien, Korea und Deutschland. Auf Deutsch wurde der Manga zunächst ab Anfang 2003 im Magazin Daisuki veröffentlicht und seit Dezember 2003 von Carlsen Comics auch in Sammelbänden verlegt, von denen alle 21 erschienen sind. 2005 wurde der Manga aus dem Magazin genommen, in dem er öfters zur unbeliebtesten Serie des Magazins gewählt wurde. Die Übersetzung stammt von Antje Bockel.

## Verfilmung
Die Animationsstudios Gainax und J.C.Staff produzierten eine 26-teilige Anime-Serie zu den ersten acht Bänden des Mangas. Regie bei der Serie führte bis zur Episode 18 Hideaki Anno. Danach verließ Anno das Projekt und überließ die Fertigstellung der letzten Episoden Kazuya Tsurumaki. Masami Tsuda war mit der Umsetzung ihres Werkes nicht zufrieden, weil Anno vor allem die komödiantischen Elemente des Mangas der ersten Bände der Serie hervorgehoben hätte. Anno selbst, der wie auch das ganze Studio erstmals an einer Shōjo-Serie arbeitete, wählte Kare Kano wegen des Humors aus. Zur Recherche besuchte Hideaki Anno auch einige Schulen und interviewte Schüler. Neben klassischer Cel-Animation wurden bei der Produktion auch direkt Bilder des Mangas abgefilmt, Fotografien und Standbilder oder Texteinblendungen verwendet. Wegen der häufigen Wiederverwendung von Cels wurden nur durchschnittlich 697 Cels pro Folge benötigt statt der üblichen etwa 2.500. Die Drehbücher wurden geschrieben von Hideaki Anno und Hiroyuki Imaishi. Das Charakterdesign stammt von Tadashi Hiramatsu und die künstlerische Leitung lag bei Masaru Satō. Die verantwortlichen Produzenten waren Hiroki Sato, Noriko Kobayashi und Takayuki Yanagisawa. Wegen der Unstimmigkeiten mit der Autorin des Mangas wurde der Anime nach einer Staffel nicht fortgesetzt.
Der Anime wurde vom 2. Oktober 1998 bis 26. März 1999 auf dem japanischen Fernsehsender TV Tokyo erstmals ausgestrahlt. In Deutschland erschien er auf acht DVDs bei Carlsen Comics. Kare Kano blieb jedoch die einzige Anime-Veröffentlichungen des Verlags. bei MyVideo wird die deutsche Fassung als Stream angeboten. Eine englische Fassung wurde von den Sendern Anime Selects und FUNimation Channel ausgestrahlt und auf diversen Plattformen als Streaming angeboten sowie auf DVD veröffentlicht. Ebenso wurden spanische, italienische und philippinische Übersetzungen im Fernsehen gezeigt und, wie auch französische und chinesische, auf DVD veröffentlicht.

### Synchronsprecher
| Rolle             | Japanische Stimme (Seiyū) | Deutsche Stimme           |
| ----------------- | ------------------------- | ------------------------- |
| Yukino Miyazawa   | Atsuko Enomoto            | Rubina Kuraoka            |
| Soichiro Arima    | Chihiro Suzuki            | Constantin von Jascheroff |
| Hideaki Asaba     | Atsushi Kisaichi          | Nicolas Artajo            |
| Maho Izawa        | Junko Noda                | Giuliana Jakobeit         |
| Tsubasa Shibahime | Mayumi Shintani           | Cathlen Gawlich           |
| Kano Miyazawa     | Maria Yamamoto            | Anja Rybiczka             |
| Tsukino Miyazawa  | Yuki Watanabe             | Diana Borgwardt           |

### Musik
Die Musik der Serie wurde komponiert von Fumiya Fujii und Shiro Sagisu. Für den Vorspann verwendete man das Lied Tenshi no Yubikiri von Fukuda Mai. Der Abspann wurde unterlegt mit dem Titel Yume no Naka e von Enomoto Atsuko und Suzuki Chihiro, am Ende der 25. Folge wurde Kaze Hiita Yoru von Yuki Watanabe und Maria Yamamoto verwendet. Der Soundtrack und die Vor- und Abspanntitel erschienen jeweils auf CD.

## Rezeption und Analyse
Der Manga konzentriert sich in der Haupthandlung auf die beiden Protagonisten, Yukino und Soichiro, und zeigt, wie der Titel bereits andeutet, die Probleme bzw. „Umstände“ (Jijō) der beiden Jugendlichen. Jason Thompson sieht in Yukinos „Umständen“ eher die einer „normalen Person“, während Arimas „Umstände“ eher von düsterer Natur seien – Kindesmissbrauch, Trauma und völlige Verzweiflung – und zu einer Stimmungsänderung des Mangas ab dem 13. Band, in dem Soichiros Vergangenheit zunehmend behandelt wird, beitragen. In Nebenhandlungen werden über mehrere Bände Nebencharaktere näher eingeführt, so etwa Tsubasa. Die beiden Hauptfiguren Yukino und Arima, mit ihren in Wirklichkeit ehrgeizigen, neidischen und besitzergreifenden Charakteren, bezeichnet Patrick Drazen als Gegenentwurf zu den üblichen Protagonisten im an Mädchen gerichteten Shōjo-Manga. Gerade die weiblichen Figuren folgten oft dem Bild eines freundlichen, mitfühlenden („yasashii“) Mädchens. Die deutsche Zeitschrift AnimaniA nennt Kare Kano einen „überzeugendsten Shōjo-Mangas“ seiner Zeit. Die Entwicklungen der Figuren „werden von Masami Tsuda in bewegenden und psychologisch ausgefeiltzen Worten geschildert“. Jedoch müsse der Leser unregelmäßiges und gewöhnungsbedürftiges Charakterdesign und häufige Wiederverwendung von Hintergründen hinnehmen.
Die Animationstechniken und Inszenierung der Anime-Adaption bezeichnet Patrick Drazen ähnlich wegweisend wie die der Serie Neon Genesis Evangelion, die Hideaki Anno und Gainax zuvor produzierten. Anno verwende viele bei Evangelion bereits erprobte Techniken – schnelle Texteinblendungen, lange statische Einstellungen, Collagen und Bilder aus dem Manga – wieder und ergänzt sie um Darstellungen im Super-Deformed-Stil. Die Botschaft der Serie erinnere an Aqua Age. In der Anime Encyclopedia wird die Serie verglichen mit Ally McBeal, sei jedoch in der Dramaturgie und mit dem Einsatz der Super-Deformed-Darstellungen in komischen Szenen innovativer. Dabei baue der Anime aber auf ältere Serien wie Goldfish Warning und Ruko Shidatori I Presume auf. Mit den aus Evangelion übernommenen und weiterentwickelten Animationstechniken sei es gelungen, die Streitereien und Scheinheiligkeiten der pubertierenden Figuren perfekt einzufangen. Kare Kano sei „eine sehr lustige Satire über unangenehme aber dennoch irgendwie sympatische Charaktere“. Laut Animerica besteht der Reiz der Serie nicht nur in den interessanten Charakteren und den melodramatischen Situationen, in die sie geraten. Es werde auch ein Blick in die Gedanken und Motivationen der Figuren gewährt und in die Gründe, warum sie ihre „Masken“ tragen. Gerade das Thema der „Maske“, die gegenüber anderen getragen wird, sei gerade im Kontext der Oberschule und der Pubertät etwas, womit sich viele Zuschauer identifizieren könnten. Die häufig verwendeten ungewöhnlichen Techniken und Inszenierungen seien sehr gelungen und unterstützten gut die einfache aber starke Handlung. Kare Kano habe für Schulkomödien neue Maßstäbe gesetzt.
Die AnimaniA lobt den mutigen Einsatz der ungewöhnlichen Techniken und dass der sehr gewöhnungsbedürftige Stil von Masami Tsuda durch das Charakterdesign von Tadashi Hiramatsu „gebändigt“ wurde. Die Hintergrundmusik sei sehr passend und auch die deutsche Synchronisation gelungen. Leider breche die Serie aber mitten in wichtigen Handlungssträngen ab. Die Zeitschrift Funime zieht direkte Parallelen zu Evangelion, so tauche „auch Karekano in die Abgründe der menschlichen Seele ein, um sich damit auseinanderzusetzen.“ Mit der Verwendung von Bildern aus dem Manga werde den Techniken aus Evangelion aber noch eine weitere hinzugefügt und im Gegensatz zur Vorgängerserie gehen die Konflikte bei Kare Kano meist glücklich aus. Die beiden zunächst nur für sich lebenden Protagonisten finden in ihrer Beziehung und den Freundschaften den Ausgleich, um ihre seelischen Probleme zu lösen. Neben diesem ernsten Thema enthalte Kare Kano aber auch „klassische Soap-Themen um Feindschaft, Intrigen und Eifersucht“ und einen „Schwarm zwar recht stereotyper, doch nicht minder liebenswerter Charaktere“. Die Handlung, „im wesentlichen eine Art Entwicklungsfilm über eine Gruppe japanischer Schüler“, werde auch aufgelockert durch einige eingeschobene unterhaltsame kurze Geschichten.